# Lista de países por número de tropas em atividade

Países por número de soldados (2009).

Esta é a lista de países por número de pessoal militar no serviço ativo. Contém apenas forças militares ativas e tradicionais mantidas por governos, não incluindo paramilitares ou guardas nacionais.

## Nações com maiores tropas
- Números de fevereiro de 2018.

| Posição            | País            | Militares ativos |
| ------------------ | --------------- | ---------------- |
| 1º                 | China           | 2 183 000        |
| 2º                 | Índia           | 1 395 100        |
| 3º                 | Estados Unidos  | 1 347 300        |
| 4º                 | Coreia do Norte | 1 190 000        |
| 5º                 | Rússia          | 1 013 000        |
| 6º                 | Paquistão       | 653 800          |
| 7º                 | Coreia do Sul   | 630 000          |
| 8º                 | Irã             | 523 000          |
| 9º                 | Vietname        | 482 000          |
| 10º                | Colômbia        | 470 634          |
| 11º                | Egito           | 438 500          |
| 12º                | Myanmar         | 406 000          |
| 13º                | Indonésia       | 395 500          |
| 14º                | Tailândia       | 360 850          |
| 15º                | Turquia         | 355 200          |
| 16º                | Brasil          | 334 500          |
| 17º                | México          | 277 150          |
| 18º                | Japão           | 247 150          |
| 19º                | Sudão           | 244 300          |
| 20º                | Sri Lanka       | 243 000          |
| 21º                | Arábia Saudita  | 227 000          |
| 22º                | Taiwan          | 215 000          |
| 23º                | Ucrânia         | 204 000          |
| 24º                | França          | 202 950          |
| 25º                | Eritreia        | 201 750          |
| Fonte: World Atlas |                 |                  |